# Rotación del inventario

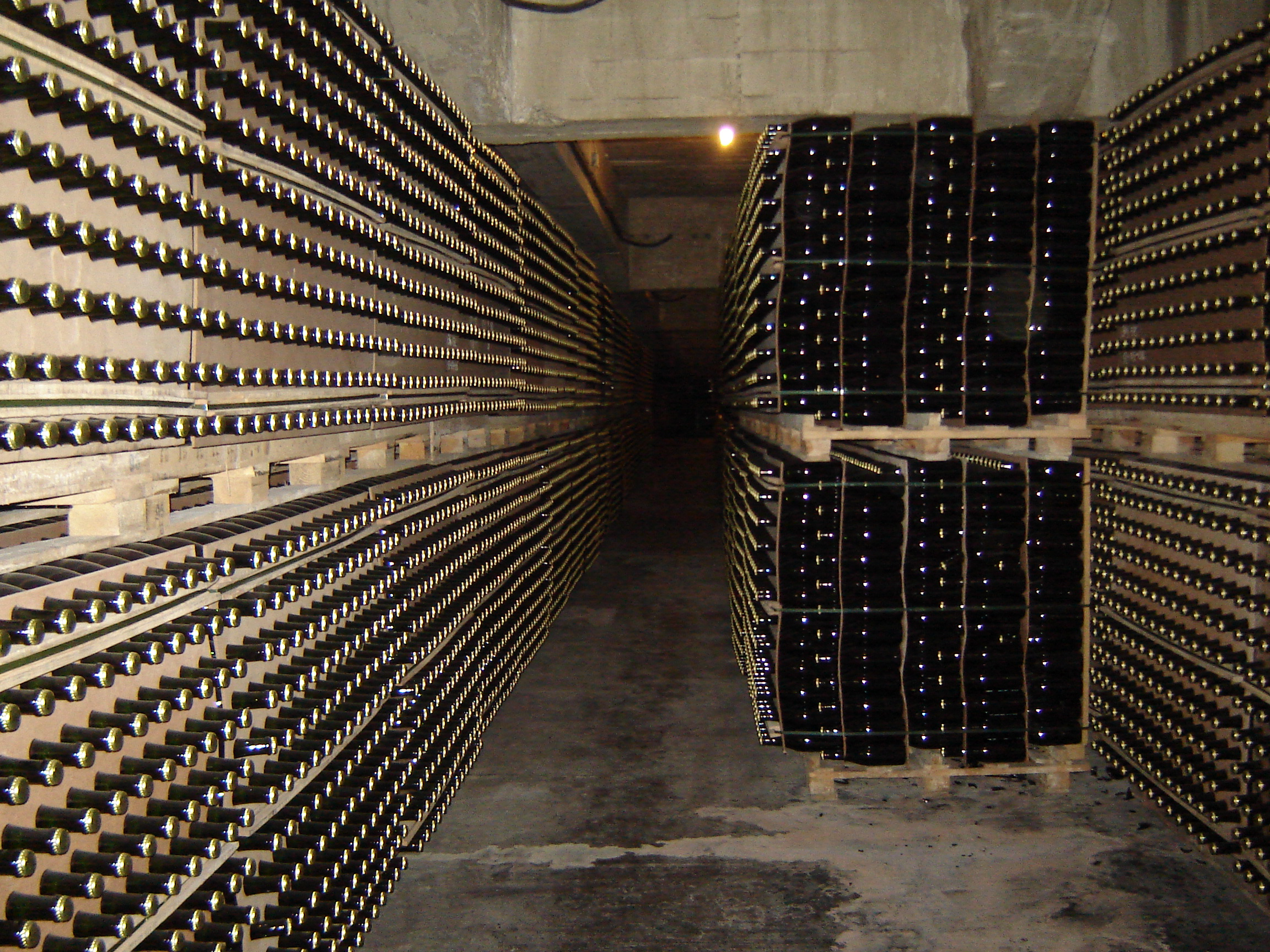
El cava y otros artículos, por su propia naturaleza, tienen una rotación baja.

La rotación del inventario o rotación de existencias es uno de los parámetros utilizados para el control de gestión de la función logística o del departamento comercial de una empresa. La rotación, en este contexto, expresa el número de veces que se han renovado las existencias (de un artículo, de una materia prima…) durante un período, normalmente un año.
Además, la rotación del inventario (IRT) es una métrica financiera que proporciona una idea del tiempo promedio necesario para vender completamente todo el inventario disponible. Este indicador brinda a las empresas información valiosa sobre la eficiencia en el almacenamiento de inventarios, el control logístico y la gestión efectiva en la comercialización de cada artículo.
Este valor constituye un buen indicador sobre la calidad de la gestión de los abastecimientos, de la gestión del inventario y de las prácticas de compra de una empresa. No puede establecerse una cifra, ya que varía de un sector a otro: las empresas fabricantes suelen tener índices de rotación entre 9y 12; los grandes almacenes procuran llegar a 8; y los hipermercados pueden llegar a 25 en algunos artículos del surtido de alimentación.

## Concepto
La rotación del inventario corresponde a la frecuencia media de renovación de las existencias consideradas, durante un tiempo dado.
Se obtiene al dividir el consumo (venta, expediciones…), durante un período, entre el valor del inventario medio, de ese mismo período.
Por ejemplo, si un vendedor de coches mantiene de media 10 coches en exposición en su tienda y al año vende un total de 150 vehículos, su inventario tiene una rotación de 15. La rotación se calcula dividiendo las ventas totales, en este caso 150, entre el inventario medio, en este caso 10.
La rotación del inventario, en realidad, está informando del número de veces que se recupera la inversión en existencias, durante un periodo. En el ejemplo anterior, el vendedor de coches ha recuperado 15 veces la inversión en coches que realizó durante el año, al vender 150 vehículos, manteniendo unas existencias medias de 10.

## Cálculo
La rotación, o índice de rotación, IR, se calcula con la expresión:
{\displaystyle IR={\frac {\text{Ventas a precio de coste}}{\text{Existencias medias}}}}
Ventas a precio de costeSon las unidades vendidas durante el periodo, pueden expresarse en unidades físicas o en unidades monetarias; en este último caso, la cifra debe reflejar el coste de las ventas (o las ventas a precio de coste), no los ingresos por ventas, pues distorsionaría el resultado.
Existencias mediasSon las unidades almacenadas por término medio durante el periodo, igualmente pueden expresarse en unidades físicas o en unidades monetarias, a su valor en el almacén.
Las dos cifras deben expresarse en la misma unidad.
Fórmula para determinar la rotación de inventarios
…
La rotación de inventarios se determina dividiendo el costo de las mercancías vendidas en el periodo entre el promedio de inventarios durante el periodo. (Coste mercancías vendidas/Promedio inventarios) = N veces.
…

## Importancia
La rotación es una parte importante de la rentabilidad. De forma abreviada:
{\displaystyle {\text{Coeficiente de rentabilidad}}={\text{Margen}}*{\text{Rotación}}}
En muchos casos, cuando el margen es ajustado, la mejor opción para aumentar la rentabilidad es incrementar la rotación.
El mantener inventarios produce un costo de oportunidad, pues para tenerlos se debe hacer una inversión de capital, por ello la importancia de determinar adecuadamente su tamaño.